# 大鳥居王子
大鳥居王子（おおとりいおうじ、大鳥王子とも）は、熊野街道沿いに設けられた九十九王子の一つ。街道の起点にある窪津王子から数えて8番目。
その存在は、1201年（建仁元年）、後鳥羽上皇の熊野御幸の記録『後鳥羽院熊野御幸記』に「大鳥居新王子」として記されており、この頃に比較的近い時期に設けられたものと推定される。「大鳥居」の名称は、付近の大鳥神社とその鳥居に由来するとの説が有力である。
その位置は、大鳥郡北王子村にあった大鳥美波比神社といわれており、現在の堺市西区鳳東町7丁のNTT鳳営業所付近と考えられる。なお、大鳥美波比神社は1879年（明治12年）に大鳥神社境内へ遷座されている。
- 最寄駅 JR阪和線鳳駅